# Omloop van Vlaanderen 1946
L'Omloop van Vlaanderen 1946 va ser la segona edició de l'Omloop van Vlaanderen. La cursa es va disputar el 17 de març de 1946 amb inici i final a Gant. El vencedor fou André Pieters.

## Classificació general
| Posició | Ciclista                   | Temps      |
| ------- | -------------------------- | ---------- |
| 1       | André Pieters (BEL)        | 6h 17' 00" |
| 2       | Marcel Rijckaert (BEL)     | + 7"       |
| 3       | Emmanuel Thoma (BEL)       | + 20"      |
| 4       | Maurice Desimpelaere (BEL) | + 20"      |
| 5       | Karel Debaere (BEL)        | + 20"      |
| 6       | Valère Ollivier (BEL)      | + 20"      |
| 7       | Emile Faignaert (BEL)      | + 20"      |
| 8       | Louis Nackaerts (BEL)      | + 20"      |
| 9       | Triphon Verstraeten (BEL)  | + 20"      |
| 10      | Omer De Keyser (BEL)       | + 20"      |